# Kluczbork
Kluczbork [ˈkluʤbɔrk] (deutsch: Kreuzburg O.S., ältere Schreibweise: Creutzburg (18. Jahrhundert) auch Creuzburg bzw. später Kreutzburg (Anfang/Mitte 19. Jahrhundert), 1945–1946: Kluczborek) ist eine Stadt in der polnischen Woiwodschaft Opole. Sie ist zugleich Kreisstadt des Powiat Kluczborski (Kreuzburger Kreis) und Sitz der Stadt- und Landgemeinde Kluczbork mit mehr als 36.000 Einwohnern.

## Geographische Lage
Die Stadt liegt im Norden Oberschlesiens am rechten Ufer des Stober (Stobrawa), einem rechtsseitigen Zufluss der Oder, auf 209 m ü. NHN in der Schlesischen Niederung etwa 50 Kilometer nordöstlich von Opole (Oppeln).

## Geschichte

### Vorgeschichte
Die ersten Siedlungen an der Stelle des heutigen Kluczbork gab es bereits 1000 bis 800 v. Chr. Dies wird durch Funde aus der Steinzeit und der jüngeren Bronzezeit belegt. Die Skiren und Bastarnen siedelten Ende des 6. Jahrhunderts in der Gegend des Stadtgebietes. Später folgten die Kelten, und die Wandalen waren etwa 100 v. Chr. hier. Letztere verließen Schlesien ca. 400 n. Chr. Damit können slawische Völker in das Gebiet vordringen. Im 13. Jahrhundert erfolgt dann die eigentliche Entstehung von Kreuzburg. Der Ritterorden der Kreuzherren mit dem Roten Stern erwarb in dieser Zeit Land sowohl um Breslau als auch im Kreuzburger Land, so u. a. die Dörfer Ullrichsdorf, Kuhnau und Kotschanowitz. Das so erworbene Gebiet erhielt um 1252 ein Zentrum. Einer Gründungsurkunde zufolge wurde die Siedlung am 2. November 1252 gegründet.

### Mitte 13. Jahrhundert: Stadt mit Magdeburger Recht

Karte von Creutzburg um 1750

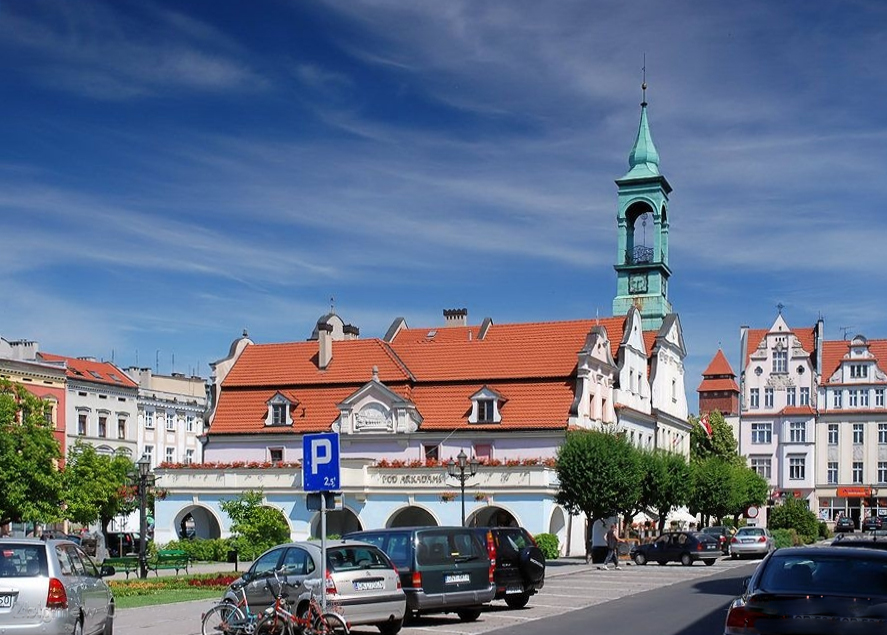
Kreuzburger Rathaus am Ring

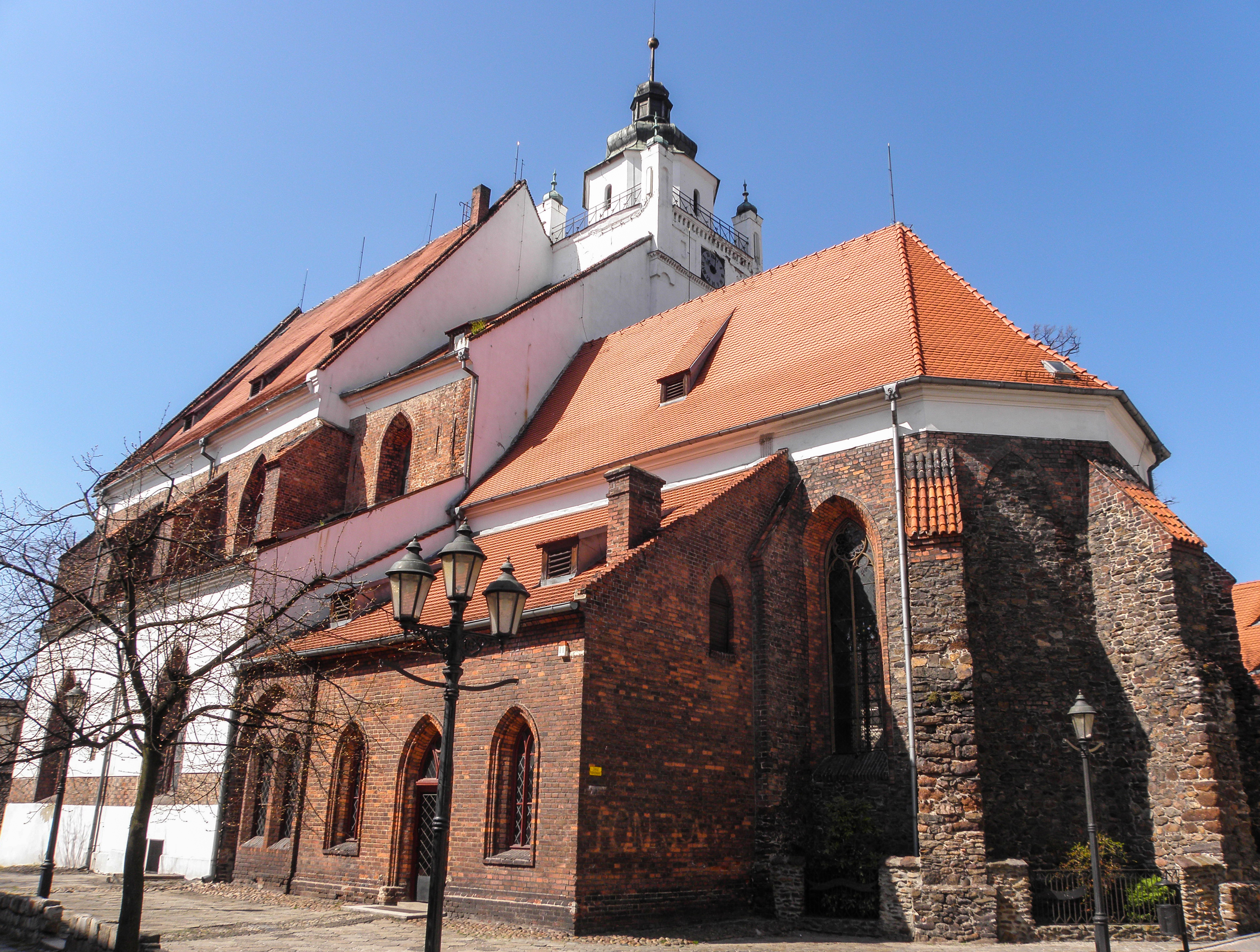
St.-Salvator-Kirche

Am 26. Februar 1253 wurde der Siedlung das Stadtrecht nach Magdeburger Recht verliehen. Dieses Datum wird heute als Gründungsdatum von Kluczbork/Kreuzburg angesehen. Der schlesische Name war damals Cruceburg. Bis 1274 oblag den Kreuzherren mit dem Roten Stern die Rechtsprechung. Danach ging sie an einen herzoglich bestellten Vogt über, welcher zusammen mit Schöffen Recht sprach. Herzog Heinrich III. von Glogau erhielt nach dem Tod des Fürsten Heinrich IV. von Breslau die Stadt in seinen Besitz. Nach dem Tod Heinrichs III. von Glogau gelangte Kreuzburg 1309 an dessen Sohn Konrad I. von Oels.
Im Jahr 1335 kam der Ort durch Verzicht von Kasimir I. zum Heiligen Römischen Reich. Während dieser Zeit wurde der Ort mehrfach verpfändet und, nicht immer friedlich, wieder ausgelöst. 1426 wurde der Stadt das Privileg, einen Salzmarkt abzuhalten, erteilt. Ab 1480 war die Stadt mehrheitlich von polnischsprachiger Bevölkerung bewohnt. 1553 wurde die erste Tuchmacherinnung des Ortes gegründet. Ein großer Brand wütete am 8. Dezember 1562 in der Stadt und vernichtete viele Häuser. Nur sechs Jahre später wurde der Ort bei einem weiteren Großbrand vernichtet. 1588 wurde die Stadt anlässlich der Schlacht bei Pitschen von den Polen geplündert und in Brand gesteckt.
Im Juni 1661 fand in Kreuzburg eine bedeutende Synode der unter der Gegenreformation in Polen verfolgten Kirche der Polnischen Brüder statt. Vor allem die Elite der Polnischen Brüder kam hier in der Verfolgungszeit zusammen. In Kreuzburg bestand unter dem Schutz des lokalen Adels auch eine unitarische Gemeinde, wo u. a. Christopher Crell-Spinowski als Prediger wirkte.
1657 fiel die Stadt an die Habsburger. Im Jahr 1681 lebten etwa 1000 Menschen in dem Ort. Am 23. April 1737 wurde die Stadt erneut Opfer eines Großbrandes und wurde dabei fast vollständig vernichtet. Nur wenige Häuser und das Schloss blieben verschont. Der Aufbau zu der einstigen Größe zog sich über viele Jahre hin. Der nächste Stadtbrand brach 1819 aus, dabei brannte auch das 1778 von Carl Gotthard Langhans erbaute Landesarmenhaus nieder.

### Preußische Kreisstadt

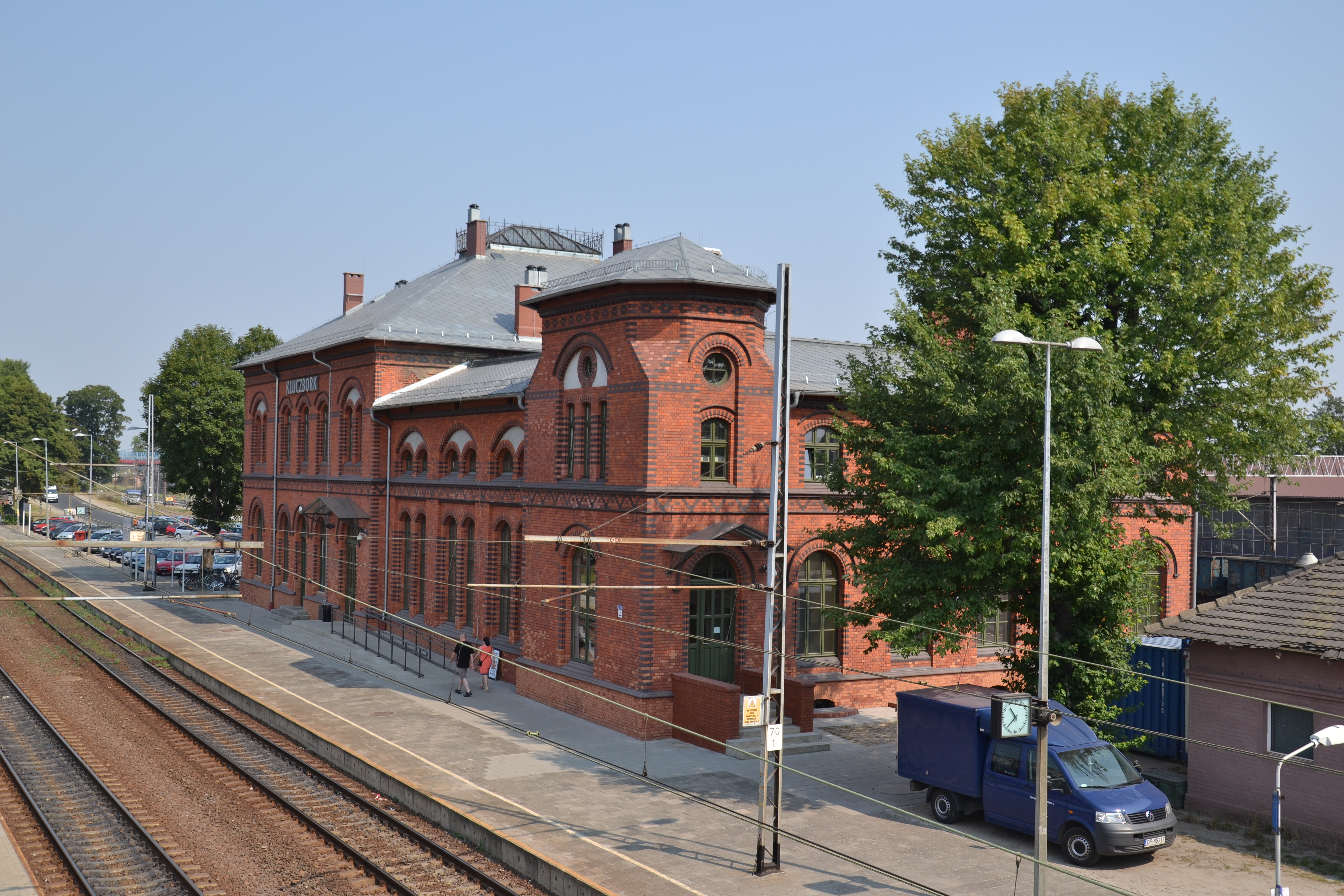
Empfangsgebäude des Bahnhofes Kluczbork

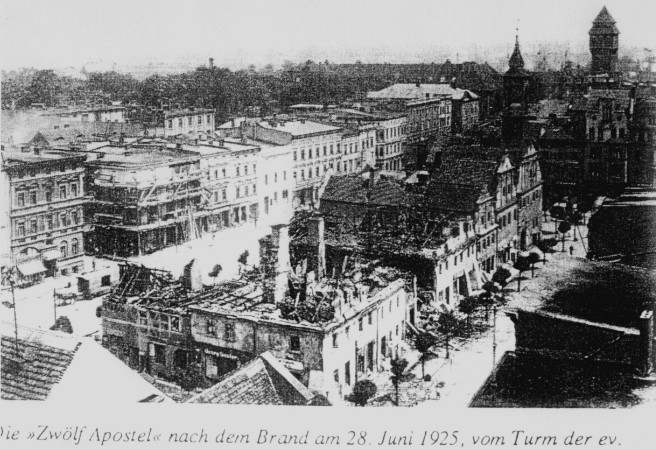
Der Ring nach dem Brand der „Zwölf Apostel“ am 28. Juni 1925

Im Jahr 1741 fiel der Ort wie fast ganz Schlesien an Preußen und wurde 1820 dem Regierungsbezirk Oppeln zugeordnet. Auch wenn der Kreuzburger Kreis ursprünglich zum niederschlesischen Herzogtum Brieg gehört hatte, galt er seither als Teil Oberschlesiens.
1868 erhielt die Stadt mit der Rechten Oder-Ufer-Eisenbahn einen Anschluss an das preußische Eisenbahnnetz und wurde in den folgenden Jahrzehnten zu einem Eisenbahnknotenpunkt ausgebaut. Am 15. November 1868 wurde die Strecke aus (Breslau–)Oels nach Vossowska eröffnet. Am 10. Dezember 1875 wurde die Posen-Kreuzburger Eisenbahn, die heutige Bahnstrecke Kluczbork–Poznań, eröffnet. Am 1. Juli 1883 folgte die Strecke nach Lublinitz. 1899 eröffnete die Bahnstrecke nach Oppeln. Begünstigt durch die Verkehrslage siedelten sich Ende des 19. Jahrhunderts eine Vielzahl an Industriebetrieben an, darunter eine Zuckerfabrik, Sägewerke, Maschinenfabriken, eine Lederfabrik, eine Fassdaubenfabrik, eine Dachpappenfabrik und eine Holzstiftfabrik. Am Anfang des 20. Jahrhunderts hatte Kreuzburg eine evangelische Kirche, eine katholische Kirche, eine Synagoge, ein Gymnasium, ein Lehrerseminar, ein Waisenhaus, eine Provinzial-Irrenanstalt und ein Diakonissenmutterhaus.
Im Jahr 1875 lebten 5238 Menschen in der Stadt, die im 19. Jahrhundert noch zu zwei Dritteln, 1933 dann zur Hälfte evangelischer Konfession waren. In der Volksabstimmung in Oberschlesien am 20. März 1921 stimmten im etwa je zur Hälfte deutsch- und polnischsprachigen Landkreis Kreuzburg 95,6 % der Wähler für einen Verbleib des Kreises bei Deutschland. Am 19. Juni 1922 erfolgte die Rückgabe des von französischen Truppen im Auftrag des Völkerbundes besetzten Kreises Kreuzburg an das Deutsche Reich. Beim Stadtbrand von 1925 brannten acht der als die Zwölf Apostel bezeichneten Giebelhäuser aus dem Jahre 1737 am Ring ab.

### Zeit des Nationalsozialismus

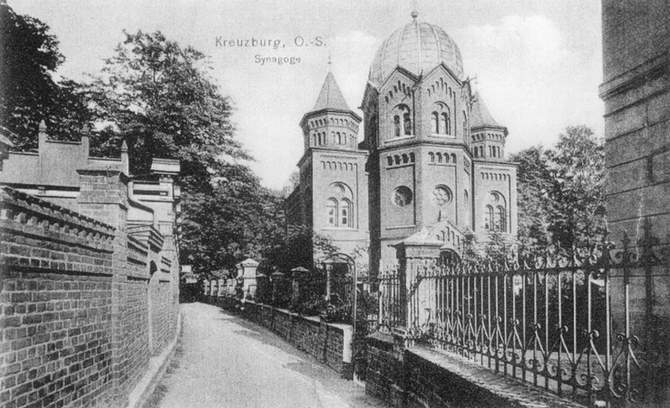
Kreuzburger Synagoge, 1938 zerstört

Während der reichsweiten Novemberpogrome 1938 wurde die Kreuzburger Synagoge zerstört.
Im Jahr 1939 war die Kreisstadt Kreuzburg O.S. zentraler Ort eines Gebiets mit etwa 50.000 Einwohnern, wobei die Stadt selbst 11.693 Einwohner zählte. Kreisleiter der NSDAP und damit eigentlicher Herrscher im Kreis war von Sommer 1939 bis Oktober 1942 Alfred Rieger, sein Vorgänger war Johannes Schweter, sein Nachfolger war Harksen.
In Kreuzburg befanden sich während des Zweiten Weltkriegs mehrere Kriegsgefangenen- und Interniertenlager:
- Ilag VIII Z, Juli 1942 – November 1943
- Ilag/Oflag 6, Zweiglager, Januar 1944 – April 1944
- Ilag/Stalag 344, Zweiglager, Mai 1944 – Januar 1945
- Oflag VIII A, Dezember 1939 – Mai 1942

Im Ilag VIII Z war der englische Musiker und Musikpädagoge William Hilsley von Mitte 1942 bis zur Evakuierung des Lagers im Januar 1945 interniert. Diese Zeit hat er in einem eindrucksvollen Tagebuch festgehalten. Die Noten der von ihm dort komponierten Musik wurden mit Unterstützung des Christlichen Vereins Junger Männer (CVJM/YMCA) nach Schweden geschafft und dort für eine Übertragung im Schwedischen Rundfunk Ende Dezember 1943 arrangiert.
Von Henry Söderberg, der als YMCA-Delegierter Zugang zu den Lagern hatte, stammen weitere Plattenaufnahmen aus dem Lager aus dem Jahre 1944, die jedoch erst nach dem Krieg als Dokumente über das Lagerleben genutzt werden konnten.
Am 17. Januar 1945 begann die Evakuierung der städtischen Bevölkerung, kurz vor dem Einmarsch der Roten Armee, die am 21. Januar die Stadt einnahm.

### Nach Kriegsende 1945

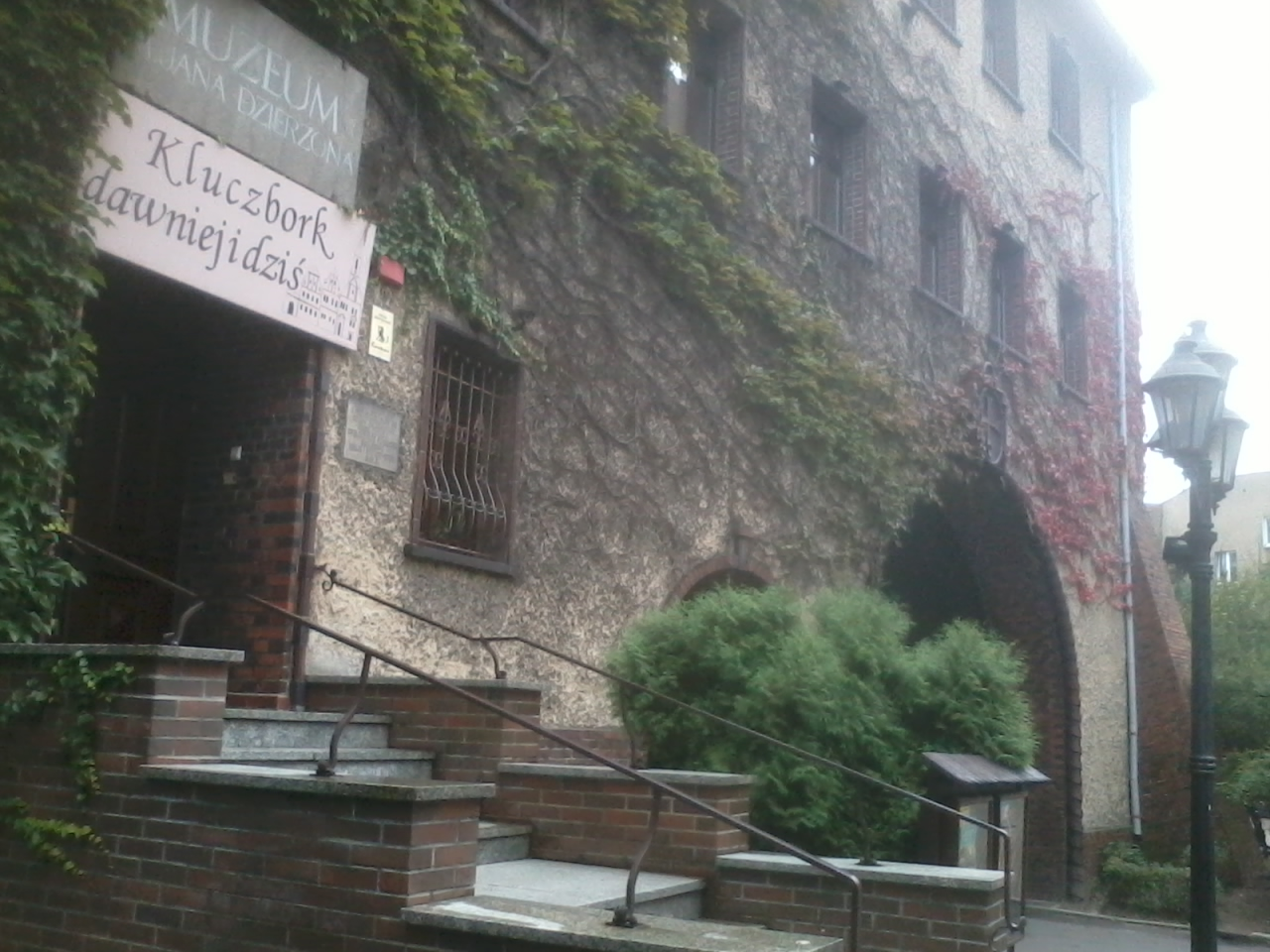
Johann-Dzierzon-Museum

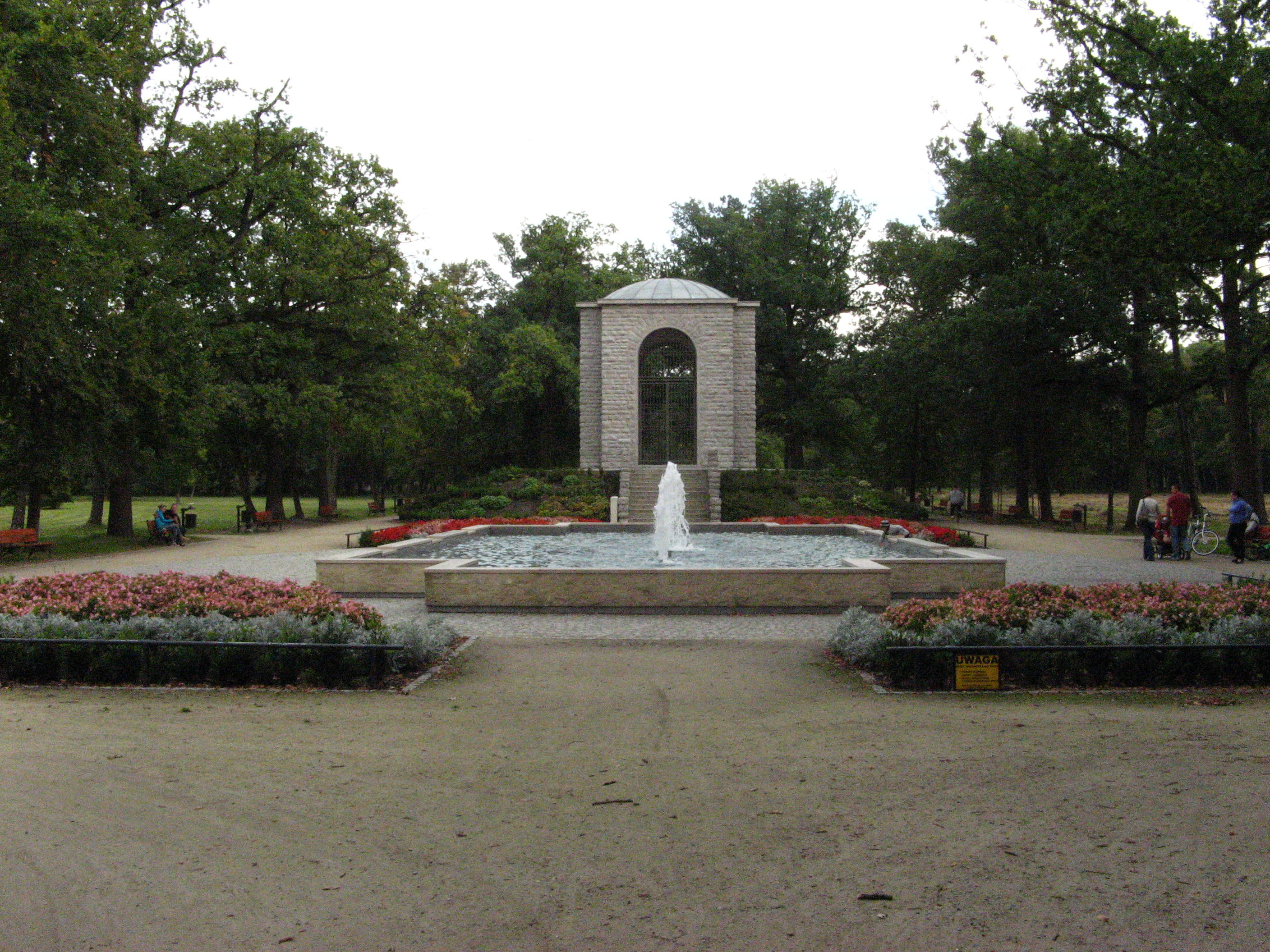
Partie am Stadtpark nach der Sanierung

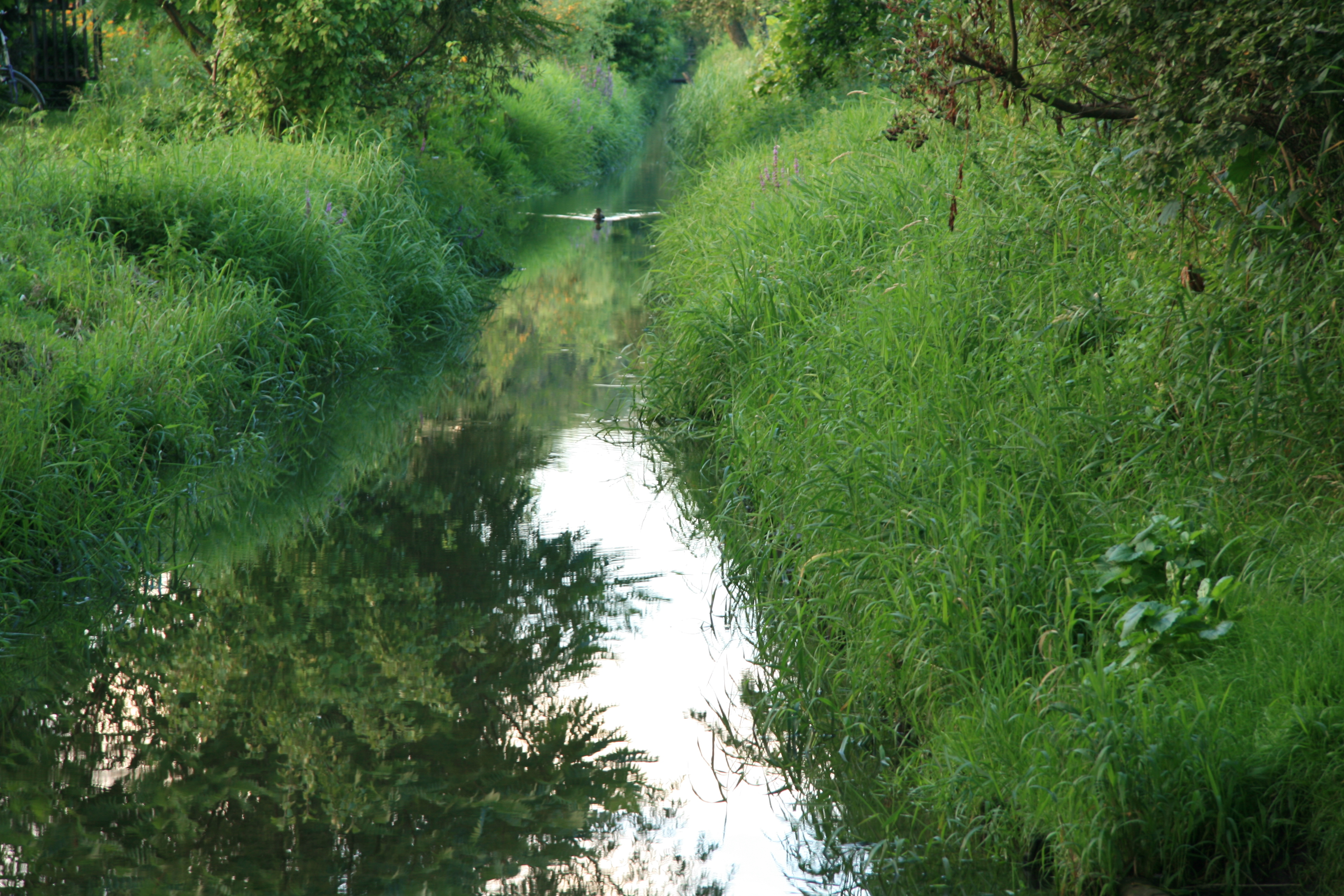
Der Stober im Stadtgebiet

Bis 1945 war Kreuzburg Verwaltungssitz des Landkreises Kreuzburg O.S. im Regierungsbezirk Oppeln der preußischen Provinz Schlesien des Deutschen Reichs.
Im März 1945 unterstellte die Sowjetunion Kreuzburg der Verwaltung der Volksrepublik Polen. Es begann danach die Zuwanderung polnischer Migranten, die zum Teil aus Gebieten östlich der Curzon-Linie kamen, wo sie der polnischen Minderheit angehört hatten. Der Ortsname wurde zunächst als Kluczborek polonisiert und später in Kluczbork abgeändert. Die deutsche Bevölkerung wurde von der örtlichen polnischen Verwaltungsbehörde fast gänzlich aus Kreuzburg vertrieben. Unter der polnischen Verwaltung kam die Stadt mitsamt dem ehemaligen Kreis Kreuzberg O.S. zunächst zur Woiwodschaft Schlesien. 1950 kam der Ort zur Woiwodschaft Oppeln und wurde wiederum Kreisstadt des Powiat Kluczborski.
1959 wurde in der Stadt das Johann-Dzierzon-Museum gegründet. Es erinnert an den in Lowkowitz geborenen schlesischen Priester Johann Dzierzon, der als Bienenforscher bekannt wurde. Mit der Verwaltungsreform 1975 erfolgte die Auflösung des Powiats Kluczborski. Die Stadt verblieb in der Woiwodschaft Oppeln. Zwischen 1982 und 1987 erfolgte der Bau der röm.-kath. Herz-Jesu-Kirche (Kościół Najświętszego Serca Pana Jezusa), des ersten Kirchenbaus in der Stadt nach 1945. Mit der Verwaltungsreform von 1998 wurde der Powiat Kluczborski wiedergegründet und Kluczbork wurde wiederum Kreisstadt. Im Jahr 2003 feierte die Stadt ihr 750-jähriges Jubiläum der Stadtgründung.
Zwischen 2007 und 2013 lief das Städtebauförderprogramm zur Revitalisierung der Stadt Kluczbork (Rewitalizacja Miasta Kluczborka). Dabei wurden größtenteils durch EU-Mittel Teile des alten Ortskerns saniert. Bis 2012 erfolgte der Umbau und die Sanierung des Rings und des Rathauses sowie die Revitalisierung des Stadtparks südlich der Stadt. Weiterhin wurden Finanzmittel zur Verfügung gestellt, um denkmalgeschützte Gebäude zu sanieren. Insgesamt wurden etwa acht Millionen Złoty zur Sanierung der Innenstadt aufgebracht. 2013 gewann die Stadt den Preis für den besten öffentlichen Raum in der Woiwodschaft Oppeln. Das Programm wird im Städtebauförderprogramm Rewitalizacja Miasta Kluczbork 2014–2020 fortgesetzt.
Seit 2008 erfolgt der Bau einer Umgehungsstraße für die Stadt Kluczbork. Hierbei soll der Autoverkehr im Stadtverkehr dezimiert werden. Der erste von insgesamt fünf geplanten Abschnitten konnte bereits 2008 zwischen der ul. Fabryczna und dem westlich von Kluczbork liegenden Ligota Dolna eröffnet werden. Zwischen 2012 und 2015 erfolgten drei weitere Abschnitte. Im Mai 2018 wurden die letzten benötigten Finanzmittel freigegeben, damit der letzte Abschnitt der Umgehungsstraße gebaut werden kann. 2020 soll die westliche Umgehungsstraße mit einer Länge von etwa 8,5 Kilometern fertiggestellt werden.

### Demographie
| Jahr | Einwohner | Anmerkungen |
| ---- | --------- | --- |
| 1750 | 1793      | in 230 Häusern und 254 Familien |
| 1756 | 1416      | [ 20 ] |
| 1768 | 1451      | Bemühungen in der jüngsten Vergangenheit, „fremde Kolonisten hier zu alliciren“, waren fehlgeschlagen                                    |
| 1782 | 1434      | [ 20 ] |
| 1800 | 1918      | einschließlich Militär |
| 1816 | 2663      | deutsche Einwohner (ohne die Vorstädte, darunter einer polnischen)                                                                       |
| 1820 | 2925      | darunter zahlreiche Personen aus fremden Ländern                                                                                         |
| 1825 | 3108      | darunter 745 Katholiken, 48 Juden, Einwohner sprechen meist sowohl deutsch als auch polnisch                                             |
| 1840 | 3642      | davon 2524 Evangelische, 960 Katholiken, 158 Juden, Einwohner beherrschen meist sowohl die polnische als auch die deutsche Sprache       |
| 1843 | 3697      | [ 26 ] |
| 1855 | 3691      | [ 27 ] |
| 1859 | 4019      | darunter 150 Militärpersonen |
| 1861 | 4000      | ohne das Militär (176 Personen), davon 2620 Evangelische, 1076 Katholiken, 304 Juden (etwa ein Zehntel der Bevölkerung spricht polnisch) |
| 1871 | 5074      | deutsche Einwohner, mit der Garnison (eine Schwadron Dragoner Nr. 8), darunter 3100 Evangelische, 350 Juden                              |
| 1885 | 6578      | meist Evangelische |
| 1890 | 7558      | davon 4680 Evangelische, 2585 Katholiken, 290 Juden                                                                                      |
| 1900 | 10.230    | mit der Garnison (eine Schwadron Dragoner Nr. 8) davon 4013 Katholiken, 276 Juden                                                        |
| 1925 | 12.395    | davon 6643 Evangelische, 5558 Katholiken, neun sonstige Christen, 172 Juden                                                              |
| 1933 | 12.717    | davon 6755 Evangelische, 5806 Katholiken, drei sonstige Christen, 136 Juden                                                              |
| 1939 | 11.673    | davon 6076 Evangelische, 5360 Katholiken, zwölf sonstige Christen, zwei Juden                                                            |

| Jahr | Einwohner |
| ---- | --------- |
| 1995 | 26.829    |
| 2000 | 26.799    |
| 2005 | 26.027    |

## Sehenswürdigkeiten

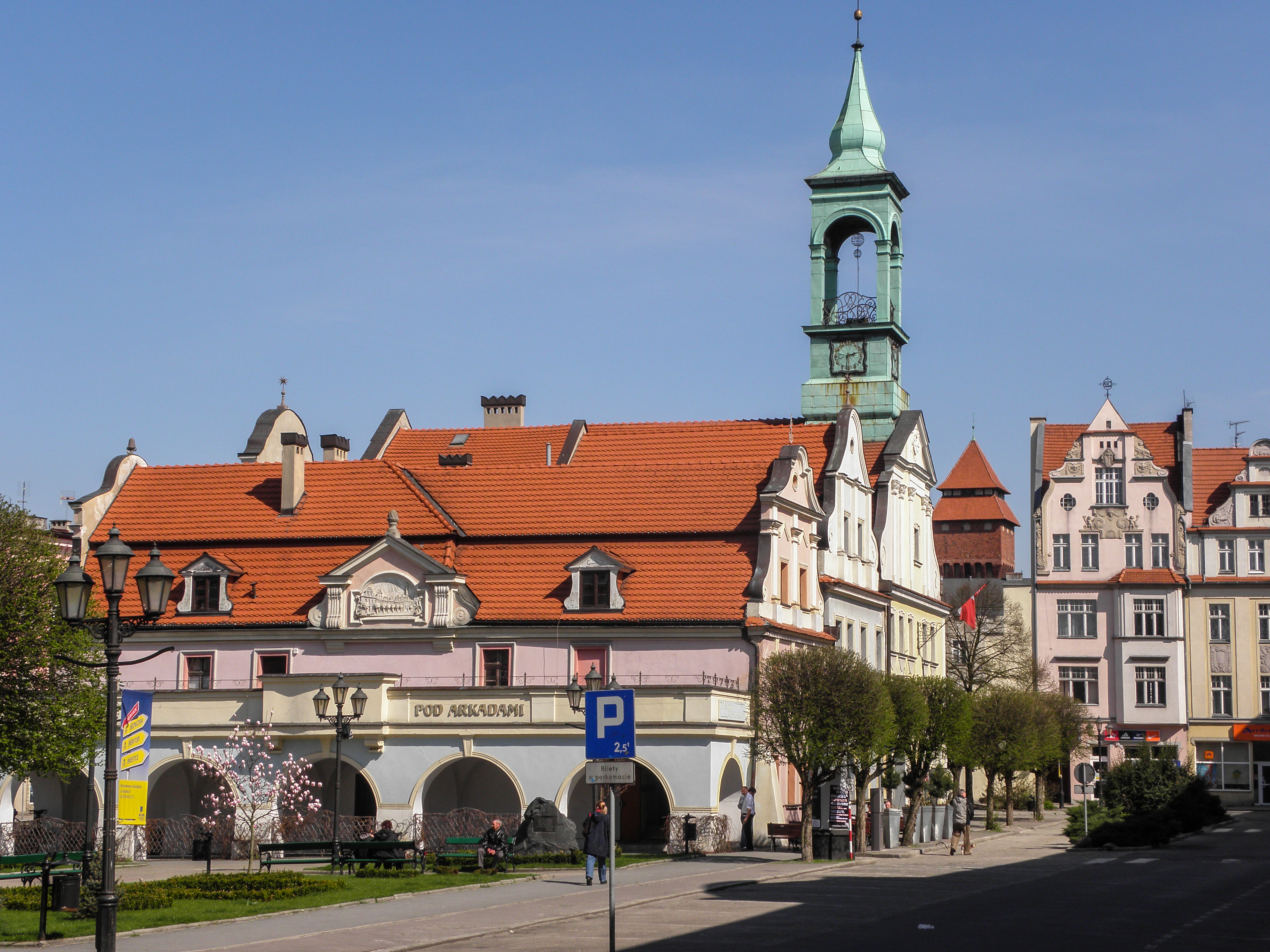
Rathaus im Stadtzentrum

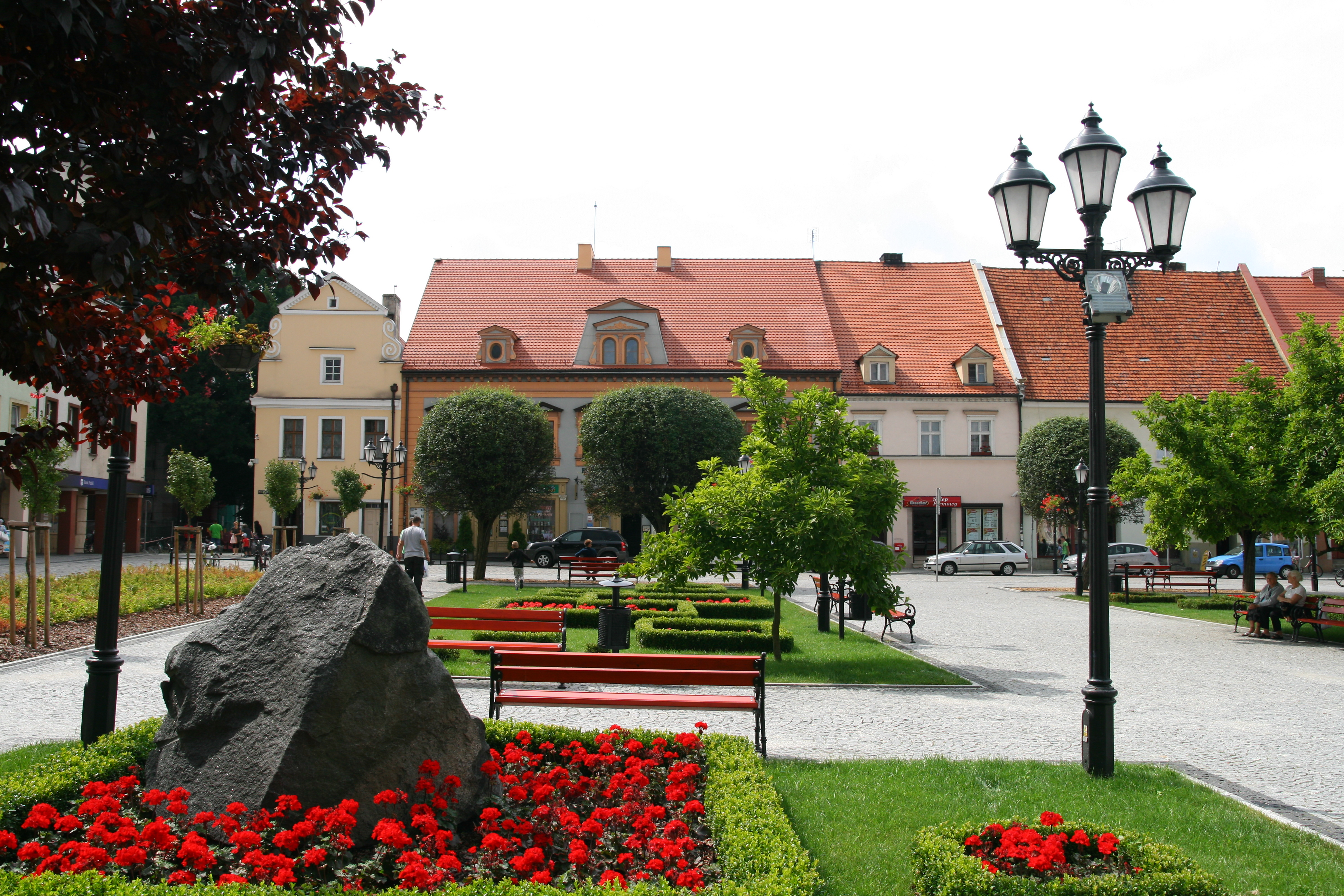
Westseite des Rings

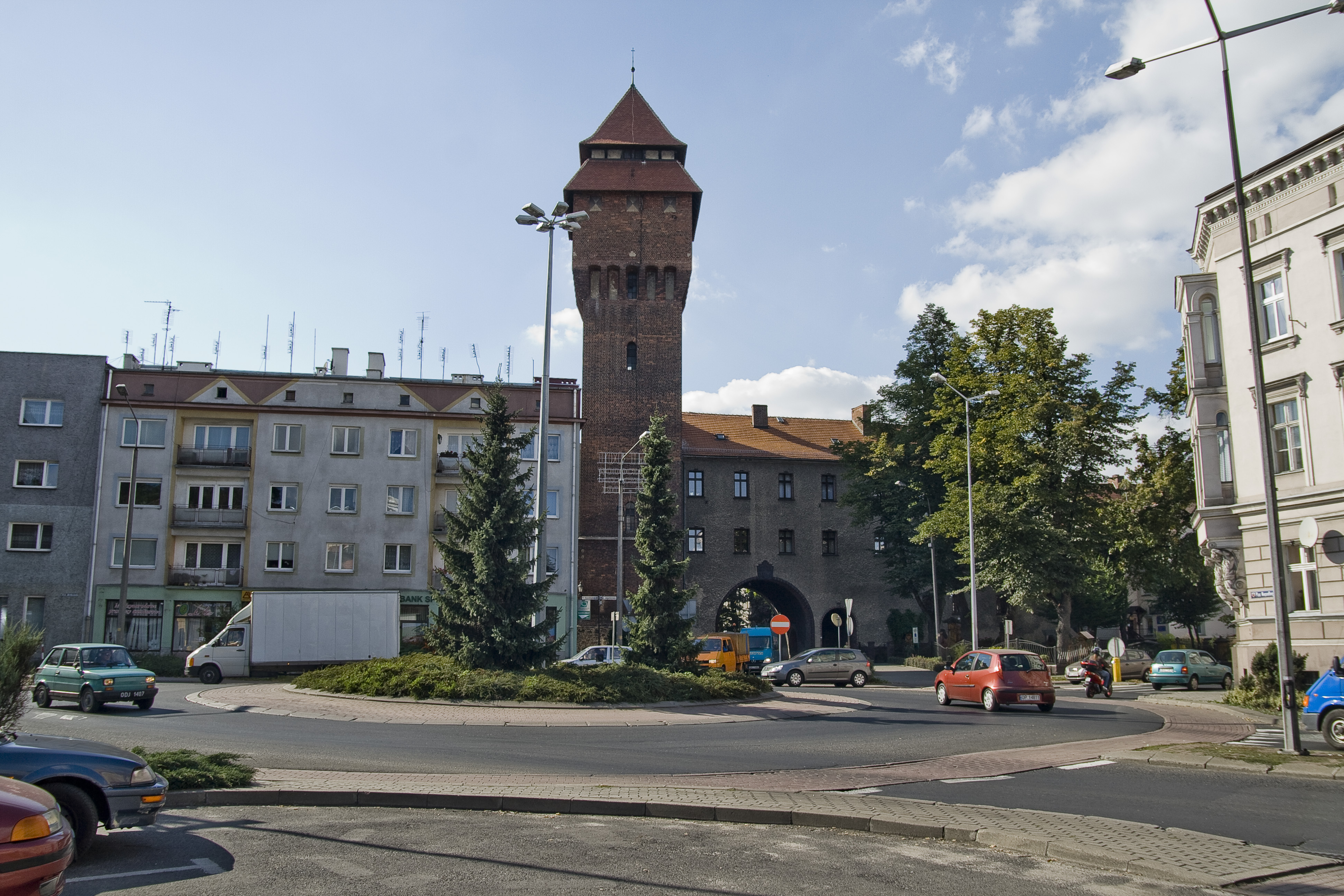
Wasserturm

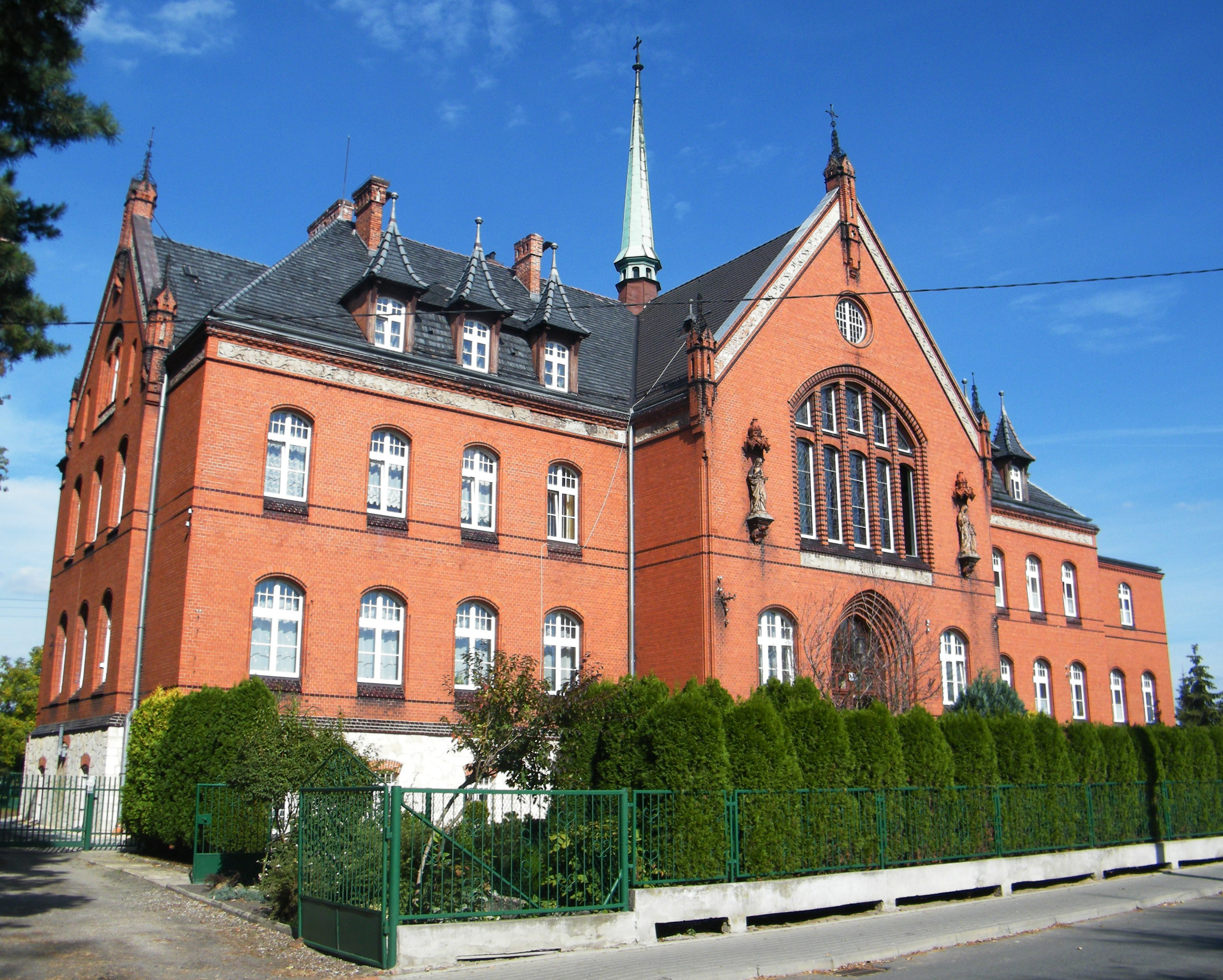
Altes Klostergebäude

### St.-Salvator-Kirche
Die evangelische St.-Salvator-Kirche wurde im 14. Jahrhundert erbaut und gehört somit zu den ältesten Baudenkmälern in der Stadt.

### Maria-Hilf-Kirche
Die katholische Pfarrkirche Maria-Hilf (poln. Kościół pw. Matki Bożej Wspomożenia Wiernych) liegt südlich des Ortskerns an der heutigen Skłodowskiej-Curie-Straße. Die Backsteinbasilika wurde zwischen 1911 und 1912 auf einem kreuzförmigen Grundriss erbaut. Die neogotische Kirche entstand nach Entwürfen von Arthur Kickton und Oskar Hossfeld. An der Südseite besitzt das Gotteshaus einen Kirchturm.

### Rathaus
Das heutige Rathausgebäude entstand in den Jahren 1738 bis 1741 am Ring, nachdem der Vorgängerbau beim großen Stadtbrand zerstört wurde. Daran schlossen sich in einer Doppelreihe kleine barocke Kramhäuser an, die im Volksmund auch Zwölf Apostel genannt wurden. 1925 brannten acht der Häuser komplett ab. Das ebenfalls beim Brand zerstörte Rathaus wurde ab 1926 mit drei weiteren Häusern unter dem Architekten A. Lenz rekonstruiert. Das zweigeschossige Rathaus mit rechteckigen Grundriss besitzt pilastergegliederte mit Volutengiebeln verzierte Giebelwände. An der Südseite des Mansardendach befindet sich ein Turm. Die anliegenden barocken Häusern besitzt im Westen einen Arkadengang und am Giebel ein Relief mit einer alten Ansicht des Rings. Zwischen 2011 und 2012 wurden das Rathaus und die barocken Häuser saniert.

### Bürgerhäuser am Ring
Rund um den rechteckigen Ring befinden sich zahlreiche erhaltene Bürgerhäuser aus dem 18. und des 19. Jahrhunderts. Das Haus Nr. 18 stammt aus dem 17. Jahrhundert. An der Westseite des Rings befinden sich vorwiegend Bürgerhäuser im Stil des Klassizismus. An der Südseite befindet sich das Haus Nr. 7, welches 1906 im Jugendstil erbaut wurde.

### Stadtmauer
Eine erste Wallbefestigung in Kreuzburg wird 1396 erwähnt. Ab 1598 bestand die Stadtbefestigung aus Steinen und Backstein. Der Fluss Stober wurde dabei als Stadtgraben genutzt. Im Westen befand sich das Deutsche Tor, im Osten das Polnische bzw. Krakauer Tor. Nach Abriss der Stadtmauer Ende des 19. Jahrhunderts entstanden zwischen 1905 und 1906 öffentliche Parkanlagen südlich des Ortskerns. An der Südseite haben sich bis heute Reste der mittelalterlichen Stadtbefestigung erhalten.

### Weitere Gebäude
- Friedhofskapelle, erbaut 1887
- Johann-Dzierzon-Museum
- Wasserturm an der ul. Zamkowa
- Jüdischer Friedhof
- Stadtpark
- Klosteranlage

## Gemeinde
Die Stadt-und-Land-Gemeinde (gmina miejsko-wiejska) Kluczbork erstreckt sich auf einer Fläche von 217 km² und gliedert sich neben dem gleichnamigen Hauptort in 23 Dörfer.

## Städtepartnerschaften
Kluczbork unterhält mit folgenden Städten Partnerschaften:
- Bad Dürkheim (Deutschland)
- Bereschany (Бережани) (Ukraine)

## Verkehr
Durch den Ort verlaufen drei überörtliche Landesstraßen, die sich vorwiegend im Stadtzentrum kreuzen. Darunter zu finden sind die Droga krajowa 11 (Kołobrzeg–Bytom), die Droga krajowa 42 (Namysłów–Starachowice) und die Droga krajowa 45 (Praszka–Zabełków).
Die Stadt hat einen Bahnhof an den Bahnstrecken Kalety–Wrocław (weitere Halte in Bąków und Smardy), Kluczbork–Poznań (weiterer Halt in Krzywizna) und Jełowa–Kluczbork (weiterer Halt in Borkowice). Früher wurde ferner die Bahnstrecke Kędzierzyn-Koźle–Kluczbork betrieben.

## Kreuzburg in der Belletristik
Gustav Freytag widmete den 6. Band Aus einer kleinen Stadt (1880) seines historischen Romanzyklus Die Ahnen seinem Geburtsort Kreuzburg. Im 15. Kapitel findet der Sohn des Haupthelden eine industriell veränderte Stadt vor: Eisenbahnen und Dampfschornsteine durchdringen den ländlichen Charakter: „Unsere Stadt ist jetzt durch Eisenbande dem Weltverkehr angeschlossen, fast jede Stunde fliegt Neues heran, mit der Einsamkeit schwindet auch das kleinstädtische Wesen; die gute alte Stadt fühlt zu ihrem Heil und zu unserem Schaden jeden Pulsschlag unseres großen Staates und jede Bewegung fremder Nationen“.
Die Hauptfigur Werner Bertin im sechsteiligen Zyklus „Der große Krieg der weißen Männer“ von Arnold Zweig stammt aus Kreuzburg, wo sein Vater Tischlermeister ist.
Kreuzburg ist auch Schauplatz des autobiografischen Romans Zeit meines Lebens des Schriftstellers und Georg-Büchner-Preisträgers 1976 Heinz Piontek, der in der Stadt seine Kindheit und Jugend vor dem zeitgeschichtlichen Hintergrund des Dritten Reichs verbrachte. Im vorletzten Kapitel dieses Romans porträtiert er den schlesischen Barockdichter Johann Christian Günther, der 1720 versucht, sich im oberschlesischen Grenzgebiet um Kreuzburg durch seine Niederlassung als Arzt und durch die Verlobung mit der Pfarrerstochter Johanna Barbara Littmann eine bürgerliche Existenz aufzubauen und an den geforderten Bedingungen, sich mit dem Vater zu versöhnen und den Doktortitel zu erwerben, scheitert. Pionteks Geburtsort ist auch lebendig in seinem letzten Roman Goethe unterwegs in Schlesien (1983), wenn er den Dichter auf seiner Rückreise aus dem oberschlesischen Industriegebiet und Tarnowitz nach Breslau in Kreuzburg am Ring logieren lässt. Das plastisch geschilderte Marktleben und die Landschaften an der Oder sind auch in den umfangreichen Erinnerungsprotokollen des lyrischen Werks von Heinz Piontek präsent.
Walter Wicclairs Erinnerungen sind ein Dokument jüdischer Existenz und ein bedeutendes Zeugnis der Exilliteratur. Sein Nachlass von Theatermaterialien und Emigrationsdokumenten steht der Forschung im Archiv der Akademie der Künste und der Technischen Universität Berlin zur Verfügung.
Er gründete 1932 in seiner Heimatstadt das erste feste Theater, das er mit Einverständnis des Dichters Gerhart-Hauptmann-Bühne nannte und in der Spielzeit 1932/33 leitete. Der Theatermann beschreibt den jüdischen Anteil im Handel- und Sanitätswesen um den Kreuzburger Ring. Eine eindrucksvolle Schilderung gilt dem Überfall von SA-Männern anlässlich einer Vorstellung und der Zerstörung dieser Bühne. Wicclair – damals noch Weinleb – konnte dem Mordanschlag knapp entfliehen.
William Hilsley hat sein Leben in mehreren deutschen Internierungslagern, darunter die längste Zeit in Kreuzburg, in einem Tagebuch festgehalten, das erstmals 1988 unter dem Titel When joy and pain entwine. Reminiscences veröffentlicht wurde. Es handelte sich dabei um eine bearbeitete, durch spätere Erinnerungen erweiterte Fassung, die sogenannte „Trevignano-Version“. Als Hilsley nach dieser Trevignano-Version in seinen Unterlagen suchte, um eine neue Ausgabe der Tagebücher vorzubereiten, „kamen auch die vergilbten Blätter der Originalfassung zutage, die zwar schlecht lesbar waren, aber durch ihren Telegrammstil, ihre Unmittelbarkeit und Patina den Eindruck der Authentizität vermittelten. […] Der deutsche Musikwissenschaftler Prof. Dr. Wolfgang Osthoff riet uns, die ursprüngliche, von allen späteren Zutaten ledige Tagebuchfassung zu veröffentlichen, und diesem Rat sind wir gefolgt.“ Hilsley selbst hat 1998 den Unterschied zwischen den beiden Veröffentlichungen so beschrieben: „Ich habe 1987 in Trevignano eine überarbeitete Fassung niedergeschrieben. Vergleicht man die beiden Fassungen, wird sofort deutlich, dass in der Originalfassung nichts geschrieben wurde, was den Gefangenen bei Entdeckung in große Schwierigkeiten hätte bringen können. So vermied ich die Beschreibung des schreirischen Tons bei der Ankunft im Lager Schnoorl, des höhnischen Abnehmens der Pässe, das erniedrigende ‚Du‘ in der Anrede, der Befehle: Koffer aufmachen, Mund halten, hier herrscht Ordnung; Taschenmesser, Federhalter, spitze Gegenstände, Schlagwaffen, Alkohol, Zwiebeln streng verboten. Es passte auch in den Plan der Demütigung, dass alle Internierten beim Abtransport nach Deutschland keine eigene Kleidung tragen durften: Mit der Einheitskleidung konnte man die Herde besser zusammenhalten.“ 1999 ist das Tagebuch in einer deutschen und in einer niederländischen Ausgabe erschienen, zusammen mit einer CD mit historischen Aufnahmen der während des Krieges entstandenen Kompositionen von Hilsley.